# Formel 1-VM 2022
Formel 1-VM 2022 var den sjuttiotredje säsongen av Fédération Internationale de l'Automobile:s världsmästerskap för formelbilar, Formel 1. 2022 års tävlingskalender bestod av 22 lopp, vilket var den tangerat längsta säsongen i Formel 1:s historia.
Säsongen 2022 innebar stora förändringar vad gäller sportens tekniska reglemente. Förändringarna omfattade bland annat att bilarnas aerodynamiska ytor förenklades samtidigt som en mycket större del av marktrycket genererades genom så kallad "ground effect". Syftet med förändringarna av bilarna var att åstadkomma bättre racing där bilarna kan följa varandra lättare. Dessa förändringar var planerade att införas redan till säsongen 2021 men flyttades fram till säsongen 2022 på grund av covid-19-pandemin.
Max Verstappen blev världsmästare för andra säsongen i rad efter att ha vunnit Japans Grand Prix. Red Bull säkrade konstruktörsmästerskapet efter USA:s Grand Prix, detta var första gången sedan 2013 som stallet vann titeln.

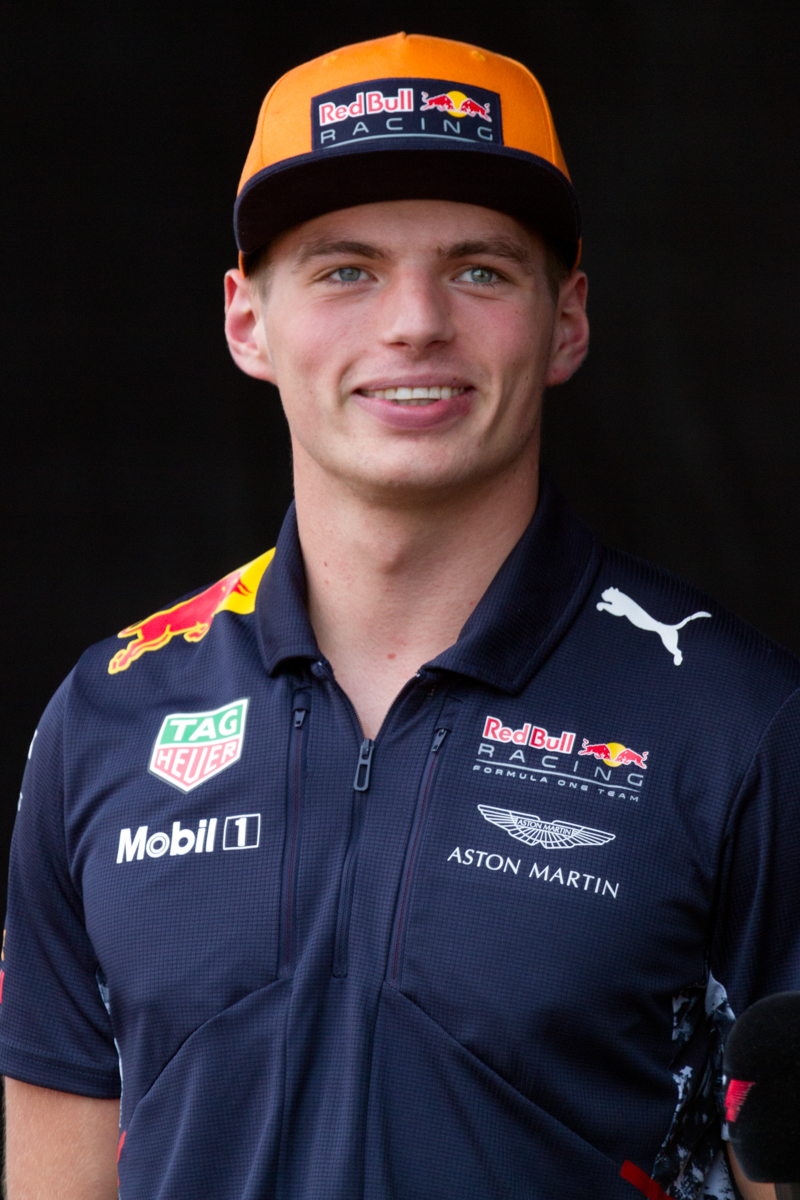
Max Verstappen för Red Bull vann titeln efter att även ha vunnit mästerskapet säsongen 2021.

## Stall och förare
Följande stall och förare deltog i 2022 års säsong av Formel 1-VM. Pirelli levererade däck till samtliga stall.
| Deltagare                             | Konstruktör           | Chassi | Motorenhet | Nr. | Förare            | Lopp        |
| ------------------------------------- | --------------------- | ------ | ---------- | --- | ----------------- | ----------- |
| Alfa Romeo F1 Team Orlen              | Alfa Romeo-Ferrari    | C42    | Ferrari    | 24  | Zhou Guanyu       | 1–22        |
| Alfa Romeo F1 Team Orlen              | Alfa Romeo-Ferrari    | C42    | Ferrari    | 77  | Valtteri Bottas   | 1–22        |
| Scuderia Alpha Tauri                  | Alpha Tauri-RBPT      | AT03   | Red Bull   | 10  | Pierre Gasly      | 1–22        |
| Scuderia Alpha Tauri                  | Alpha Tauri-RBPT      | AT03   | Red Bull   | 22  | Yuki Tsunoda      | 1–22        |
| BWT Alpine F1 Team                    | Alpine-Renault        | A522   | Renault    | 14  | Fernando Alonso   | 1–22        |
| BWT Alpine F1 Team                    | Alpine-Renault        | A522   | Renault    | 31  | Esteban Ocon      | 1–22        |
| Aston Martin Aramco Cognizant F1 Team | Aston Martin-Mercedes | AMR22  | Mercedes   | 5   | Sebastian Vettel  | 3–22        |
| Aston Martin Aramco Cognizant F1 Team | Aston Martin-Mercedes | AMR22  | Mercedes   | 18  | Lance Stroll      | 1–22        |
| Aston Martin Aramco Cognizant F1 Team | Aston Martin-Mercedes | AMR22  | Mercedes   | 27  | Nico Hülkenberg   | 1–2         |
| Scuderia Ferrari                      | Ferrari               | F1-75  | Ferrari    | 16  | Charles Leclerc   | 1–22        |
| Scuderia Ferrari                      | Ferrari               | F1-75  | Ferrari    | 55  | Carlos Sainz, Jr. | 1–22        |
| Haas F1 Team                          | Haas-Ferrari          | VF-22  | Ferrari    | 20  | Kevin Magnussen   | 1–22        |
| Haas F1 Team                          | Haas-Ferrari          | VF-22  | Ferrari    | 47  | Mick Schumacher   | 1–22        |
| McLaren F1 Team                       | McLaren-Mercedes      | MCL36  | Mercedes   | 3   | Daniel Ricciardo  | 1–22        |
| McLaren F1 Team                       | McLaren-Mercedes      | MCL36  | Mercedes   | 4   | Lando Norris      | 1–22        |
| Mercedes-AMG Petronas F1 Team         | Mercedes              | F1 W13 | Mercedes   | 44  | Lewis Hamilton    | 1–22        |
| Mercedes-AMG Petronas F1 Team         | Mercedes              | F1 W13 | Mercedes   | 63  | George Russell    | 1–22        |
| Oracle Red Bull Racing                | Red Bull Racing-RBPT  | RB18   | Red Bull   | 1   | Max Verstappen    | 1–22        |
| Oracle Red Bull Racing                | Red Bull Racing-RBPT  | RB18   | Red Bull   | 11  | Sergio Pérez      | 1–22        |
| Williams Racing                       | Williams-Mercedes     | FW44   | Mercedes   | 6   | Nicholas Latifi   | 1–22        |
| Williams Racing                       | Williams-Mercedes     | FW44   | Mercedes   | 23  | Alexander Albon   | 1–15, 17–22 |
| Williams Racing                       | Williams-Mercedes     | FW44   | Mercedes   | 45  | Nyck de Vries     | 16          |

### Stall- och förarändringar
Honda meddelade att de kommer att sluta leverera motorer efter säsongen 2021. Honda har tidigare levererat motorer till Scuderia Toro Rosso och senare Scuderia Alpha Tauri sedan 2018. De har även levererat motorer till Red Bull Racing sedan 2019. Både Red Bull och Alpha Tauri kommer att stanna kvar i Formel 1 trots att Honda slutar leverera motorer till dem.
Kimi Räikkönen meddelade den 1 september 2021 att säsongen 2021 skulle bli den sista för honom i Formel 1. Den 6 september 2021 meddelade Valtteri Bottas att han skulle lämna Mercedes för att istället köra för Alfa Romeo under säsongen 2022.
Dagen efter, den 7 september, bekräftade Mercedes att George Russell skulle köra för stallet under säsongen 2022.
Den 8 september 2021 bekräftades att Alexander Albon återvänder till Formel 1 för att köra för Williams.
Den 16 november meddelade Alfa Romeo att den kinesiska Formel 2-föraren Zhou Guanyu kommer att ersätta Antonio Giovinazzi i stallet under säsongen 2022. Detta betyder att Giovinazzi lämnar Formel 1 efter säsongen 2021.
Max Verstappen, som vann förartiteln säsongen 2021, kommer att köra med nummer 1 istället för 33 under säsongen 2022. Den förare som vinner mästerskapet får lov att köra under nummer 1 under nästkommande säsong om så önskas. Senaste gången en förare körde med nummer 1 var 2014 då Sebastian Vettel vunnit sitt fjärde förarmästerskap föregående år.
Den 5 mars 2022 meddelade Haas att de bryter kontraktet med den ryska föraren Nikita Mazepin samt den ryska titelsponsorn Uralkali med omedelbar verkan. Detta med anledning av Rysslands invasion av Ukraina. Den 9 mars 2022 bekräftade Haas att Kevin Magnussen återvänder och ersätter Mazepin i ett "flerårigt kontrakt".

### Förare i träningspassen
Varje stall var tvunget att vid minst två tillfällen under säsongen låta en förare som kört som mest två lopp köra under träningspassen. Följande förare körde i träningspassen under säsongen:
| Konstruktör                  | Träningsförare                       | Träningsförare  |
| Konstruktör                  | Förarnamn                            | Lopp            |
| ---------------------------- | ------------------------------------ | --------------- |
| Alfa Romeo                   | Robert Kubica Théo Pourchaire        | 6, 12–13, 22 19 |
| AlphaTauri-RBPT              | Liam Lawson                          | 14, 20          |
| Alpine                       | Jack Doohan                          | 20, 22          |
| Aston Martin Aramco-Mercedes | Nyck de Vries Felipe Drugovich       | 16 22           |
| Ferrari                      | Robert Shwartzman                    | 19, 22          |
| Haas-Ferrari                 | Antonio Giovinazzi Pietro Fittipaldi | 16, 19 20, 22   |
| McLaren-Mercedes             | Álex Palou Pato O'Ward               | 19 22           |
| Mercedes                     | Nyck de Vries                        | 12, 20          |
| Red Bull Racing-RBPT         | Jüri Vips Liam Lawson                | 6 22            |
| Williams-Mercedes            | Nyck de Vries Logan Sargeant         | 6 19-22         |

## Tävlingskalender

Länder markerade i grönt anordnade Formel 1 lopp under 2022. Länder markerade i mörkgrått har tidigare anordnat Formel 1 lopp.

2022 års kalender bestod av följande 22 deltävlingar:
| Nr | Grand Prix                 | Bana                                                  | Datum        |
| -- | -------------------------- | ----------------------------------------------------- | ------------ |
| 1  | Bahrains Grand Prix        | Bahrain International Circuit, Sakhir                 | 20 mars      |
| 2  | Saudiarabiens Grand Prix   | Jeddah Corniche Circuit, Jeddah                       | 27 mars      |
| 3  | Australiens Grand Prix     | Melbourne Grand Prix Circuit, Melbourne               | 10 april     |
| 4  | Emilia-Romagnas Grand Prix | Autodromo Enzo e Dino Ferrari, Imola                  | 24 april     |
| 5  | Miamis Grand Prix          | Miami International Autodrome, Miami Gardens, Florida | 8 maj        |
| 6  | Spaniens Grand Prix        | Circuit de Barcelona-Catalunya, Barcelona             | 22 maj       |
| 7  | Monacos Grand Prix         | Circuit de Monaco, Monte Carlo                        | 29 maj       |
| 8  | Azerbajdzjans Grand Prix   | Baku City Circuit, Baku                               | 12 juni      |
| 9  | Kanadas Grand Prix         | Circuit Gilles Villeneuve, Montréal                   | 19 juni      |
| 10 | Storbritanniens Grand Prix | Silverstone Circuit, Silverstone                      | 3 juli       |
| 11 | Österrikes Grand Prix      | Red Bull Ring, Steiermark                             | 10 juli      |
| 12 | Frankrikes Grand Prix      | Circuit Paul Ricard, Le Castellet                     | 24 juli      |
| 13 | Ungerns Grand Prix         | Hungaroring, Budapest                                 | 31 juli      |
| 14 | Belgiens Grand Prix        | Circuit de Spa-Francorchamps, Stavelot                | 28 augusti   |
| 15 | Nederländernas Grand Prix  | Circuit Zandvoort, Zandvoort                          | 4 september  |
| 16 | Italiens Grand Prix        | Autodromo Nazionale Monza, Monza                      | 11 september |
| 17 | Singapores Grand Prix      | Marina Bay Street Circuit, Singapore                  | 2 oktober    |
| 18 | Japans Grand Prix          | Suzuka International Racing Course, Suzuka            | 9 oktober    |
| 19 | USA:s Grand Prix           | Circuit of the Americas, Austin, Texas                | 23 oktober   |
| 20 | Mexikos Grand Prix         | Autódromo Hermanos Rodríguez, Mexico City             | 30 oktober   |
| 21 | Brasiliens Grand Prix      | Autódromo José Carlos Pace, São Paulo                 | 13 november  |
| 22 | Abu Dhabis Grand Prix      | Yas Marina Circuit, Abu Dhabi                         | 20 november  |

### Kalenderförändringar
- Australiens, Kanadas, Japans och Singapores Grand Prix återvände till kalendern efter att ha varit frånvarande under två år på grund av covid-19-pandemin.[2]
- Miamis Grand Prix gjorde sin kalendern och ägde rum på den nya banan Miami International Autodrome som ligger i Miami Gardens, Florida.[25]
- Portugals, Steiermarks och Turkiets Grand Prix kommer inte att köras denna säsongen. Dessa lades till i kalendern 2021 följande förändringar i kalendern på grund av covid-19-pandemin.[2]
- Qatars Grand Prix, som körde för första gången under säsongen 2021 vid Losail International Circuit kommer inte att vara med i säsongen 2022. Loppet är planerat att återkomma igen säsongen 2023 efter det att Qatar har arrangerat världsmästerskapet i fotboll 2022.[26]
- Kinas Grand Prix är under kontrakt och skulle varit med i kalendern men slopades på grund av restriktioner för inresande i landet på grund av covid-19-pandemin. Loppet återvänder till säsongen 2023.[27]
- Rysslands Grand Prix vid Sotji Autodrom som var planerat att köras den 25 september som den 17 rundan i mästerskapet, sköts upp på grund av Rysslands invasion av Ukraina,[28] men ställdes senare in.[29]

## Förändringar i reglementet

### Tekniska reglementet

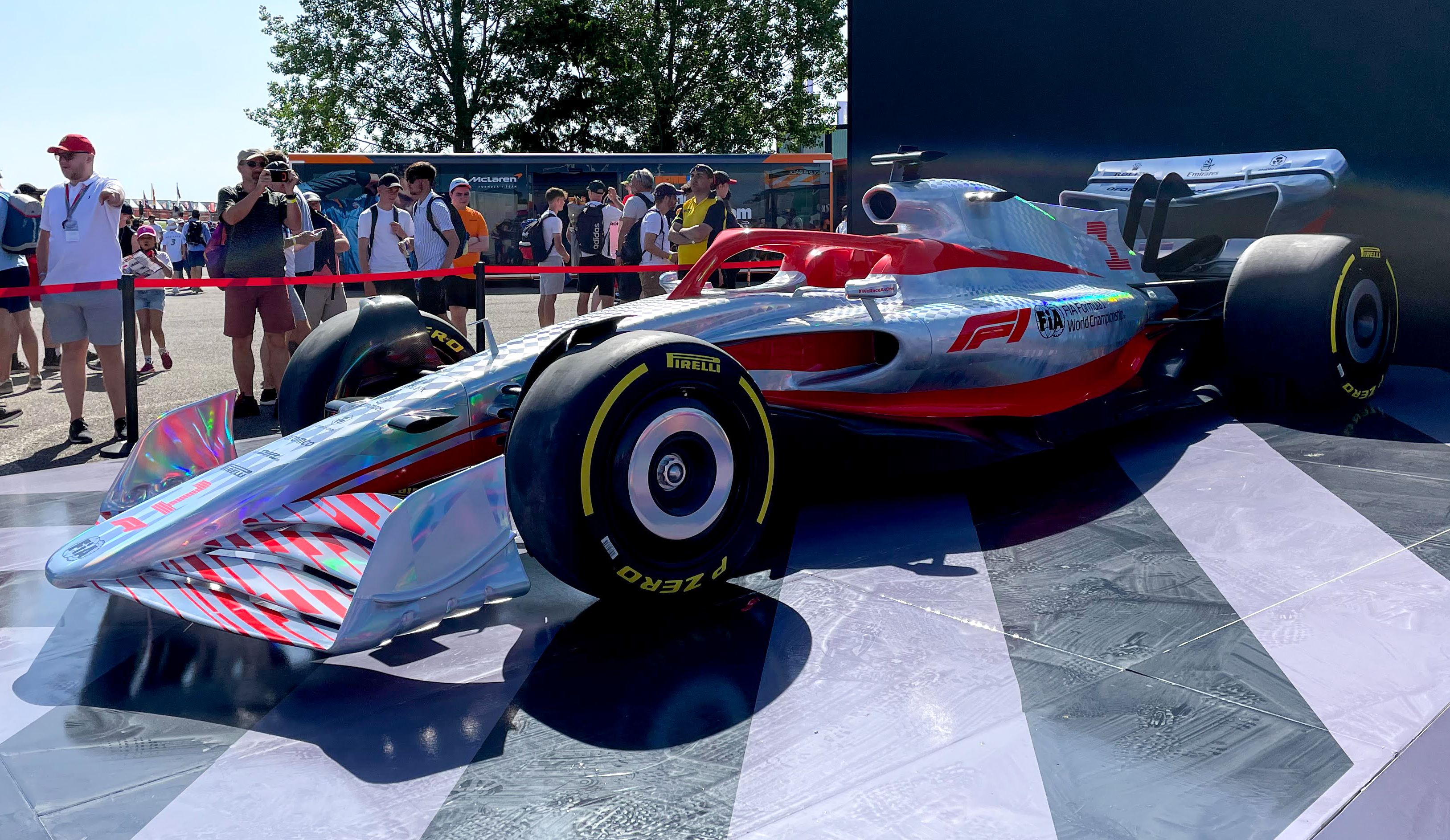
En prototyp av hur 2022 års bil kan se ut.

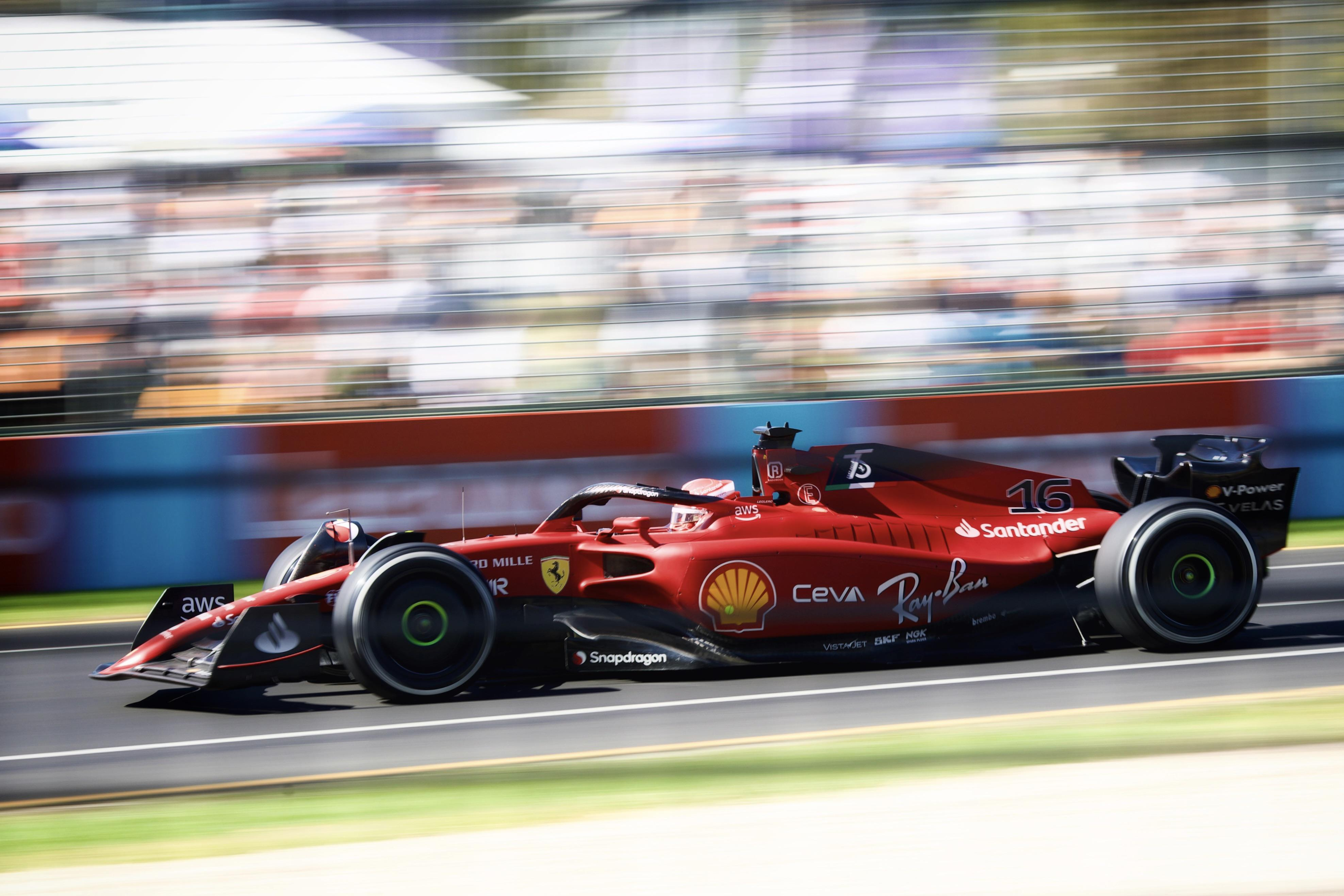
Ferrari F1-75 vid Australiens Grand Prix 2022.

Säsongen 2022 kommer att se radikala förändringar i det tekniska reglementet. Dessa förändringar skulle egentligen införts redan till säsongen 2021 men flyttades fram till säsongen 2022 på grund av coronaviruspandemin 2019–2021.

#### Aerodynamik och kaross
De aerodynamiska ytorna på bilens kaross förenklas för att minska mängden turbulent luft som bilen ger upphov till. Mer marktryck kommer samtidigt genereras genom tunnlar i bilens golv för att minska bilens känslighet mot turbulent luft från framförvarande bilar. 
De här förändringarna syftar till att bilarna ska kunna ligga nära varandra på banan utan att tappa alltför mycket av sitt marktryck på grund av turbulent luft från bilen framför.

#### Motorer och bränsle
Motorerna under 2022 är samma hybridmotorer som använts i Formel 1 sedan 2014, det vill säga 1,6 liters turboladdade förbränningsmotorer med elektrisk energiåtergivning från bromsar och avgaser. Från och med säsongen 2022 skall motorerna dock drivas av E10 istället för E5, mängden etanol i bränslet ökar alltså till 10 % från tidigare 5 %. 

#### Däck
Fälgstorleken ökar från 13 tum till 18 tum. 18-tums hjulen introducerades i Formel 2 mästerskapet redan säsongen 2020 för att se hur däcken fungerade i praktiken. Vidare föreslogs även att däckvärmare, utformade för att hålla däcken vid optimal driftstemperatur när de inte används, skulle förbjudas. Detta motsatte sig dock Pirelli.  Däckvärmare blir istället standardiserad utrustning och kommer så småningom fasas ut till säsongen 2024.

## Resultat

### Grand Prix
|         | Grand Prix                 | Pole position     | Snabbaste varv    | Segrande förare   | Segrande konstruktör | Rapport |
| ------- | -------------------------- | ----------------- | ----------------- | ----------------- | -------------------- | ------- |
| 1       | Bahrains Grand Prix        | Charles Leclerc   | Charles Leclerc   | Charles Leclerc   | Ferrari              | Rapport |
| 2       | Saudiarabiens Grand Prix   | Sergio Pérez      | Charles Leclerc   | Max Verstappen    | Red Bull             | Rapport |
| 3       | Australiens Grand Prix     | Charles Leclerc   | Charles Leclerc   | Charles Leclerc   | Ferrari              | Rapport |
| 4       | Emilia-Romagnas Grand Prix | Max Verstappen    | Max Verstappen    | Max Verstappen    | Red Bull             | Rapport |
| 5       | Miamis Grand Prix          | Charles Leclerc   | Max Verstappen    | Max Verstappen    | Red Bull             | Rapport |
| 6       | Spaniens Grand Prix        | Charles Leclerc   | Sergio Pérez      | Max Verstappen    | Red Bull             | Rapport |
| 7       | Monacos Grand Prix         | Charles Leclerc   | Lando Norris      | Sergio Pérez      | Red Bull             | Rapport |
| 8       | Azerbajdzjans Grand Prix   | Charles Leclerc   | Sergio Pérez      | Max Verstappen    | Red Bull             | Rapport |
| 9       | Kanadas Grand Prix         | Max Verstappen    | Carlos Sainz, Jr. | Max Verstappen    | Red Bull             | Rapport |
| 10      | Storbritanniens Grand Prix | Carlos Sainz, Jr. | Lewis Hamilton    | Carlos Sainz, Jr. | Ferrari              | Rapport |
| 11      | Österrikes Grand Prix      | Max Verstappen    | Max Verstappen    | Charles Leclerc   | Ferrari              | Rapport |
| 12      | Frankrikes Grand Prix      | Charles Leclerc   | Carlos Sainz, Jr. | Max Verstappen    | Red Bull             | Rapport |
| 13      | Ungerns Grand Prix         | George Russell    | Lewis Hamilton    | Max Verstappen    | Red Bull             | Rapport |
| 14      | Belgiens Grand Prix        | Carlos Sainz, Jr. | Max Verstappen    | Max Verstappen    | Red Bull             | Rapport |
| 15      | Nederländernas Grand Prix  | Max Verstappen    | Max Verstappen    | Max Verstappen    | Red Bull             | Rapport |
| 16      | Italiens Grand Prix        | Charles Leclerc   | Sergio Pérez      | Max Verstappen    | Red Bull             | Rapport |
| 17      | Singapores Grand Prix      | Charles Leclerc   | George Russell    | Sergio Pérez      | Red Bull             | Rapport |
| 18      | Japans Grand Prix          | Max Verstappen    | Zhou Guanyu       | Max Verstappen    | Red Bull             | Rapport |
| 19      | USA:s Grand Prix           | Carlos Sainz, Jr. | George Russell    | Max Verstappen    | Red Bull             | Rapport |
| 20      | Mexikos Grand Prix         | Max Verstappen    | George Russell    | Max Verstappen    | Red Bull             | Rapport |
| 21      | Brasiliens Grand Prix      | Kevin Magnussen   | George Russell    | George Russell    | Mercedes             | Rapport |
| 22      | Abu Dhabis Grand Prix      | Max Verstappen    | Lando Norris      | Max Verstappen    | Red Bull             | Rapport |
| Källor: |                            |                   |                   |                   |                      |         |

### Poängsystem
De tio främst placerade förarna i respektive Grand Prix tilldelas poäng i en fallande ordning enligt nedan. 
Den förare som sätter snabbaste varv i loppet tilldelas också en extra poäng under förutsättning att denne tillhör de tio främst placerade.
Även de åtta främst placerade förarna i respektive sprint tilldelas poäng i en fallande ordning.
| Poäng (Grand Prix) | 25 | 18 | 15 | 12 | 10 | 8 | 6 | 4 | 2 | 1 | 1 |  |  |  |  |  |
| Poäng (Sprint)     | 8  | 7  | 6  | 5  | 4  | 3 | 2 | 1 |   |   |   |  |  |  |  |  |

### Förarmästerskapet
| Position | Nr | Förare            | Stall        | BAH | SAU | AUS | EMI  | MIA | SPA  | MON | AZE  | KAN | STO | ÖST  | FRA  | UNG | BEL | NED | ITA | SIN | JAP | USA  | MEX | BRA  | ABU | Poäng |
| -------- | -- | ----------------- | ------------ | --- | --- | --- | ---- | --- | ---- | --- | ---- | --- | --- | ---- | ---- | --- | --- | --- | --- | --- | --- | ---- | --- | ---- | --- | ----- |
| 1        | 1  | Max Verstappen    | Red Bull     | 19† | 1   | DNF | 1PF  | 1F  | 1    | 3   | 1    | 1P  | 7   | 21PF | 1    | 1   | 1F  | 1PF | 1   | 7   | 1P  | 1    | 1P  | 64   | 1P  | 454   |
| 2        | 16 | Charles Leclerc   | Ferrari      | 1PF | 2F  | 1PF | 62   | 2P  | DNFP | 4P  | DNFP | 5   | 4   | 12   | DNFP | 6   | 6   | 3   | 2P  | 2P  | 3   | 3    | 6   | 46   | 2   | 308   |
| 3        | 11 | Sergio Pérez      | Red Bull     | 18† | 4P  | 2   | 23   | 4   | 2F   | 1   | 2F   | DNF | 2   | DNF5 | 4    | 5   | 2   | 5   | 6F  | 1   | 2   | 4    | 3   | 75   | 3   | 305   |
| 4        | 63 | George Russell    | Mercedes     | 4   | 5   | 3   | 4    | 5   | 3    | 5   | 3    | 4   | DNF | 4    | 3    | 3P  | 4   | 2   | 3   | 14F | 8   | 5F   | 4F  | 1F   | 5   | 275   |
| 5        | 55 | Carlos Sainz, Jr. | Ferrari      | 2   | 3   | DNF | DNF4 | 3   | 4    | 2   | DNF  | 2F  | 1P  | DNF3 | 5F   | 4   | 3P  | 8   | 4   | 3   | DNF | DNFP | 5   | 32   | 4   | 246   |
| 6        | 44 | Lewis Hamilton    | Mercedes     | 3   | 10  | 4   | 13   | 6   | 5    | 8   | 4    | 3   | 3F  | 38   | 2    | 2F  | DNF | 4   | 5   | 9   | 5   | 2    | 2   | 23   | 18† | 240   |
| 7        | 4  | Lando Norris      | McLaren      | 15  | 7   | 5   | 35   | DNF | 8    | 6F  | 9    | 15  | 6   | 7    | 7    | 7   | 12  | 7   | 7   | 4   | 10  | 6    | 9   | DNF7 | 6F  | 122   |
| 8        | 31 | Esteban Ocon      | Alpine       | 7   | 6   | 7   | 14   | 8   | 7    | 12  | 10   | 9   | DNF | 56   | 8    | 9   | 7   | 9   | 11  | DNF | 4   | 11   | 8   | 8    | 7   | 92    |
| 9        | 14 | Fernando Alonso   | Alpine       | 9   | DNF | 17  | DNF  | 11  | 9    | 7   | 7    | 10  | 5   | 10   | 6    | 8   | 5   | 6   | DNF | DNF | 7   | 7    | 19† | 5    | DNF | 81    |
| 10       | 77 | Valtteri Bottas   | Alfa Romeo   | 6   | DNF | 8   | 57   | 7   | 6    | 9   | 11   | 8   | DNF | 11   | 14   | 20† | DNF | DNF | 13  | 11  | 15  | DNF  | 10  | 9    | 15  | 49    |
| 11       | 3  | Daniel Ricciardo  | McLaren      | 14  | DNF | 6   | 18   | 13  | 12   | 13  | 8    | 11  | 13  | 9    | 9    | 15  | 15  | 17  | DNF | 5   | 11  | 16   | 7   | DNF  | 9   | 37    |
| 12       | 5  | Sebastian Vettel  | Aston Martin |     |     | DNF | 8    | 17† | 11   | 10  | 6    | 12  | 9   | 17   | 11   | 10  | 8   | 14  | DNF | 8   | 6   | 8    | 14  | 11   | 10  | 37    |
| 13       | 20 | Kevin Magnussen   | Haas         | 5   | 9   | 14  | 98   | 15  | 17   | DNF | DNF  | 17  | 10  | 87   | DNF  | 16  | 16  | 15  | 16  | 12  | 14  | 9    | 17  | DNFP | 17  | 25    |
| 14       | 10 | Pierre Gasly      | Alpha Tauri  | DNF | 8   | 9   | 12   | 18† | 13   | 11  | 5    | 14  | DNF | 15   | 12   | 12  | 9   | 11  | 8   | 10  | 18  | 14   | 11  | 14   | 14  | 23    |
| 15       | 18 | Lance Stroll      | Aston Martin | 12  | 13  | 12  | 10   | 10  | 15   | 14  | 16   | 10  | 11  | 13   | 10   | 11  | 11  | 10  | DNF | 6   | 12  | DNF  | 15  | 10   | 8   | 18    |
| 16       | 47 | Mick Schumacher   | Haas         | 11  | WD  | 13  | 17   | 16  | 14   | DNF | 14   | DNF | 8   | 6    | 15   | 14  | 17  | 13  | 12  | 13  | 17  | 15   | 16  | 13   | 16  | 12    |
| 17       | 22 | Yuki Tsunoda      | Alpha Tauri  | 8   | DNS | 15  | 7    | 12  | 10   | 17  | 13   | DNF | 14  | 16   | DNF  | 19  | 13  | DNF | 14  | DNF | 13  | 10   | DNF | 17   | 11  | 12    |
| 18       | 24 | Zhou Guanyu R     | Alfa Romeo   | 10  | 11  | 11  | 15   | DNF | DNF  | 16  | DNF  | 8   | DNF | 14   | 16†  | 13  | 14  | 16  | 10  | DNF | 16F | 12   | 13  | 12   | 12  | 6     |
| 19       | 23 | Alexander Albon   | Williams     | 13  | 14† | 10  | 11   | 9   | 18   | DNF | 12   | 13  | DNF | 12   | 13   | 17  | 10  | 12  | WD  | DNF | DNF | 13   | 12  | 15   | 13  | 4     |
| 20       | 6  | Nicholas Latifi   | Williams     | 16  | DNF | 16  | 16   | 14  | 16   | 15  | 15   | 16  | 12  | DNF  | DNF  | 18  | 18  | 18  | 15  | DNF | 9   | 17   | 18  | 16   | 19† | 2     |
| 21       | 45 | Nyck de Vries     | Williams     |     |     |     |      |     |      |     |      |     |     |      |      |     |     |     | 9   |     |     |      |     |      |     | 2     |
| 22       | 27 | Nico Hülkenberg   | Aston Martin | 17  | 12  |     |      |     |      |     |      |     |     |      |      |     |     |     |     |     |     |      |     |      |     | 0     |
| Position | Nr | Förare            | Stall        | BAH | SAU | AUS | EMI  | MIA | SPA  | MON | AZE  | KAN | STO | ÖST  | FRA  | UNG | BEL | NED | ITA | SIN | JAP | USA  | MEX | BRA  | ABU | Poäng |

| Färg    | Resultat                   |
| ------- | -------------------------- |
| Guld    | Vinnare                    |
| Silver  | Andraplats                 |
| Brons   | Tredjeplats                |
| Grön    | Top 5                      |
| Ljusblå | Top 10                     |
| Mörkblå | Annan flaggad position     |
| Rosa    | Bröt loppet (DNF)          |
| Svart   | Diskvalificerad (DSQ)      |
| Vit     | Startade inte loppet (DNS) |
| Vit     | Loppet inställt (C)        |
| Blank   | Deltog ej på träning (DNP) |
| Blank   | Exkluderad (EX)            |
| Blank   | Ankom ej (DNA)             |
| Blank   | Drog tillbaka anmälan (WD) |
| Blank   | Tävlade inte (tom)         |

| Notering          |                                    |
| P                 | Pole position i kvalet             |
| S                 | Snabbaste varv i loppet            |
| Siffra i exponent | Poänggivande position i sprintkval |
| R                 | Rookie i Formel 1                  |

- † – Föraren körde inte färdigt loppet men blev ändå klassificerad eftersom han körde färdigt mer än 90% av racedistansen.

### Konstruktörsmästerskapet
| Position | Stall                 | Nr | BAH | SAU | AUS | EMI  | MIA | SPA  | MON | AZE  | KAN | STO | ÖST  | FRA  | UNG | BEL | NED | ITA | SIN | JAP | USA  | MEX | BRA  | ABU | Poäng |
| -------- | --------------------- | -- | --- | --- | --- | ---- | --- | ---- | --- | ---- | --- | --- | ---- | ---- | --- | --- | --- | --- | --- | --- | ---- | --- | ---- | --- | ----- |
| 1        | Red Bull Racing-RBPT  | 1  | 19† | 1   | DNF | 1PF  | 1F  | 1    | 3   | 1    | 1P  | 7   | 21PF | 1    | 1   | 1F  | 1PF | 1   | 7   | 1P  | 1    | 1P  | 64   | 1P  | 759   |
| 1        | Red Bull Racing-RBPT  | 11 | 18† | 4P  | 2   | 23   | 4   | 2F   | 1   | 2F   | DNF | 2   | DNF5 | 4    | 5   | 2   | 5   | 6F  | 1   | 2   | 4    | 3   | 75   | 3   | 759   |
| 2        | Ferrari               | 16 | 1PF | 2F  | 1PF | 62   | 2P  | DNFP | 4P  | DNFP | 5   | 4   | 12   | DNFP | 6   | 6   | 3   | 2P  | 2P  | 3   | 3    | 6   | 46   | 2   | 554   |
| 2        | Ferrari               | 55 | 2   | 3   | DNF | DNF4 | 3   | 4    | 2   | DNF  | 2F  | 1P  | DNF3 | 5F   | 4   | 3P  | 8   | 4   | 3   | DNF | DNFP | 5   | 32   | 4   | 554   |
| 3        | Mercedes              | 44 | 3   | 10  | 4   | 13   | 6   | 5    | 8   | 4    | 3   | 3F  | 38   | 2    | 2F  | DNF | 4   | 5   | 9   | 5   | 2    | 2   | 23   | 18† | 515   |
| 3        | Mercedes              | 63 | 4   | 5   | 3   | 4    | 5   | 3    | 5   | 3    | 4   | DNF | 4    | 3    | 3P  | 4   | 2   | 3   | 14F | 8   | 5F   | 4F  | 1F   | 5   | 515   |
| 4        | Alpine                | 14 | 9   | DNF | 17  | DNF  | 11  | 9    | 7   | 7    | 10  | 5   | 10   | 6    | 8   | 5   | 6   | DNF | DNF | 7   | 7    | 19† | 5    | DNF | 173   |
| 4        | Alpine                | 31 | 7   | 6   | 7   | 14   | 8   | 7    | 12  | 10   | 9   | DNF | 56   | 8    | 9   | 7   | 9   | 11  | DNF | 4   | 11   | 8   | 8    | 7   | 173   |
| 5        | McLaren-Mercedes      | 3  | 14  | DNF | 6   | 18   | 13  | 12   | 13  | 8    | 11  | 13  | 9    | 9    | 15  | 15  | 17  | DNF | 5   | 11  | 16   | 7   | DNF  | 9   | 159   |
| 5        | McLaren-Mercedes      | 4  | 15  | 7   | 5   | 35   | DNF | 8    | 6F  | 9    | 15  | 6   | 7    | 7    | 7   | 12  | 7   | 7   | 4   | 10  | 6    | 9   | DNF7 | 6F  | 159   |
| 6        | Alfa Romeo-Ferrari    | 24 | 10  | 11  | 11  | 15   | DNF | DNF  | 16  | DNF  | 8   | DNF | 14   | 16†  | 13  | 14  | 16  | 10  | DNF | 16F | 12   | 13  | 12   | 12  | 55    |
| 6        | Alfa Romeo-Ferrari    | 77 | 6   | DNF | 8   | 57   | 7   | 6    | 9   | 11   | 8   | DNF | 11   | 14   | 20† | DNF | DNF | 13  | 11  | 15  | DNF  | 10  | 9    | 15  | 55    |
| 7        | Aston Martin-Mercedes | 5  |     |     | DNF | 8    | 17† | 11   | 10  | 6    | 12  | 9   | 17   | 11   | 10  | 8   | 14  | DNF | 8   | 6   | 8    | 14  | 11   | 10  | 55    |
| 7        | Aston Martin-Mercedes | 18 | 12  | 13  | 12  | 10   | 10  | 15   | 14  | 16   | 10  | 11  | 13   | 10   | 11  | 11  | 10  | DNF | 6   | 12  | DNF  | 15  | 10   | 8   | 55    |
| 7        | Aston Martin-Mercedes | 27 | 17  | 12  |     |      |     |      |     |      |     |     |      |      |     |     |     |     |     |     |      |     |      |     | 55    |
| 8        | Haas-Ferrari          | 20 | 5   | 9   | 14  | 98   | 15  | 17   | DNF | DNF  | 17  | 10  | 87   | DNF  | 16  | 16  | 15  | 16  | 12  | 14  | 9    | 17  | DNFP | 17  | 37    |
| 8        | Haas-Ferrari          | 47 | 11  | WD  | 13  | 17   | 16  | 14   | DNF | 14   | DNF | 8   | 6    | 15   | 14  | 17  | 13  | 12  | 13  | 17  | 15   | 16  | 13   | 16  | 37    |
| 9        | AlphaTauri-RBPT       | 10 | DNF | 8   | 9   | 12   | 18† | 13   | 11  | 5    | 14  | DNF | 15   | 12   | 12  | 9   | 11  | 8   | 10  | 18  | 14   | 11  | 14   | 14  | 35    |
| 9        | AlphaTauri-RBPT       | 22 | 8   | DNS | 15  | 7    | 12  | 10   | 17  | 13   | DNF | 14  | 16   | DNF  | 19  | 13  | DNF | 14  | DNF | 13  | 10   | DNF | 17   | 11  | 35    |
| 10       | Williams-Mercedes     | 6  | 16  | DNF | 16  | 16   | 14  | 16   | 15  | 15   | 16  | 12  | DNF  | DNF  | 18  | 18  | 18  | 15  | DNF | 9   | 17   | 18  | 16   | 19† | 8     |
| 10       | Williams-Mercedes     | 23 | 13  | 14† | 10  | 11   | 9   | 18   | DNF | 12   | 13  | DNF | 12   | 13   | 17  | 10  | 12  | WD  | DNF | DNF | 13   | 12  | 15   | 13  | 8     |
| 10       | Williams-Mercedes     | 45 |     |     |     |      |     |      |     |      |     |     |      |      |     |     |     | 9   |     |     |      |     |      |     | 8     |
| Position | Stall                 | Nr | BAH | SAU | AUS | EMI  | MIA | SPA  | MON | AZE  | KAN | STO | ÖST  | FRA  | UNG | BEL | NED | ITA | SIN | JAP | USA  | MEX | BRA  | ABU | Poäng |

| Färg    | Resultat                   |
| ------- | -------------------------- |
| Guld    | Vinnare                    |
| Silver  | Andraplats                 |
| Brons   | Tredjeplats                |
| Grön    | Top 5                      |
| Ljusblå | Top 10                     |
| Mörkblå | Annan flaggad position     |
| Rosa    | Bröt loppet (DNF)          |
| Svart   | Diskvalificerad (DSQ)      |
| Vit     | Startade inte loppet (DNS) |
| Vit     | Loppet inställt (C)        |
| Blank   | Deltog ej på träning (DNP) |
| Blank   | Exkluderad (EX)            |
| Blank   | Ankom ej (DNA)             |
| Blank   | Drog tillbaka anmälan (WD) |
| Blank   | Tävlade inte (tom)         |

| Notering          |                                    |
| P                 | Pole position i kvalet             |
| S                 | Snabbaste varv i loppet            |
| Siffra i exponent | Poänggivande position i sprintkval |
| R                 | Rookie i Formel 1                  |